# Clanis bilineata
Clanis bilineata là một loài bướm đêm thuộc họ Sphingidae. Nó được tìm thấy ở châu Á, nhưng xin xem phụ loài để biết thêm phạm vi phân bố chi tiết.

## miêu tả
Sải cánh dài 94–150 mm đối với ssp. bilineata và 94–120 mm đối với ssp. tsingtauica.

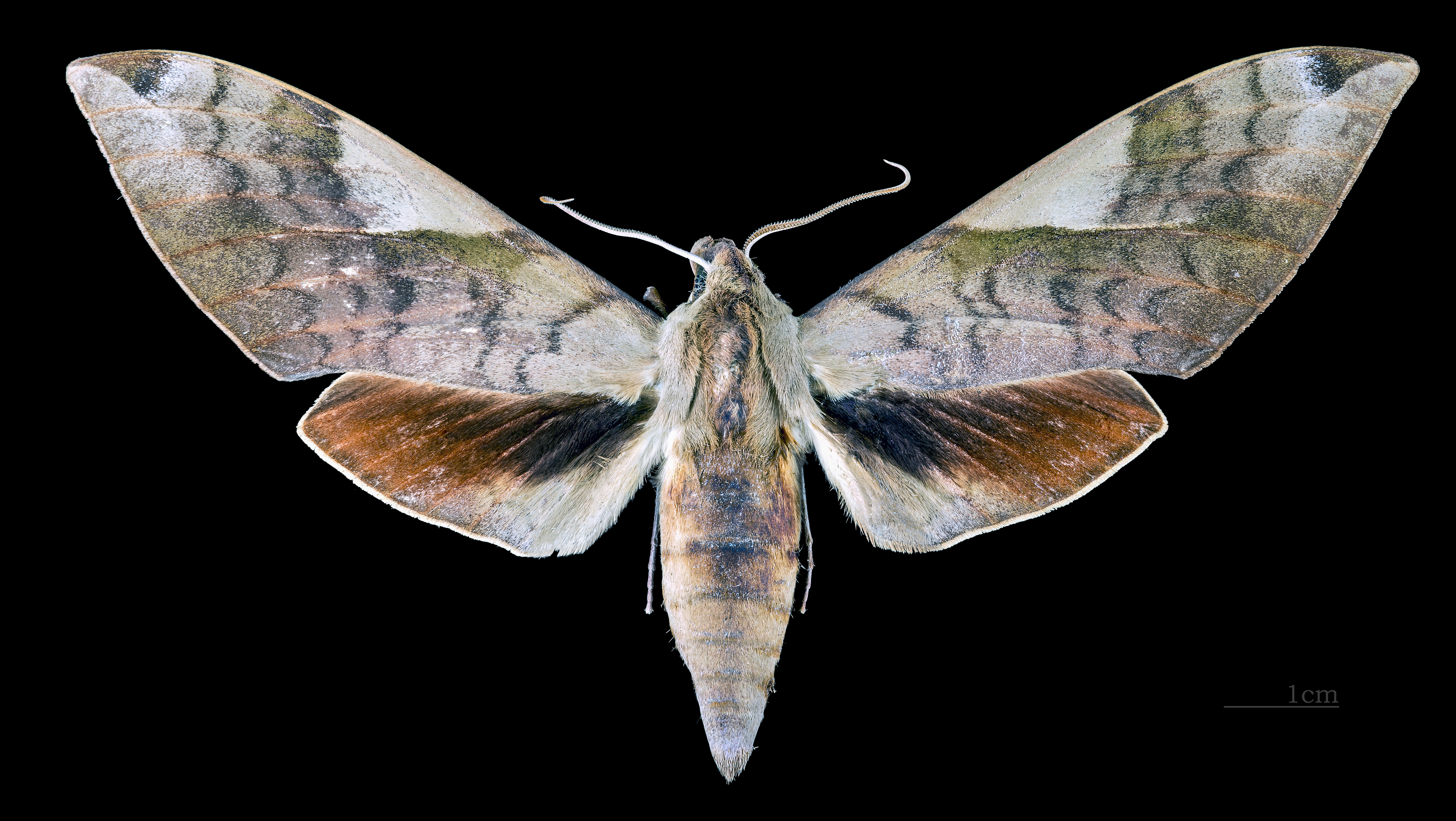
Clanis bilineata bilineata ♂
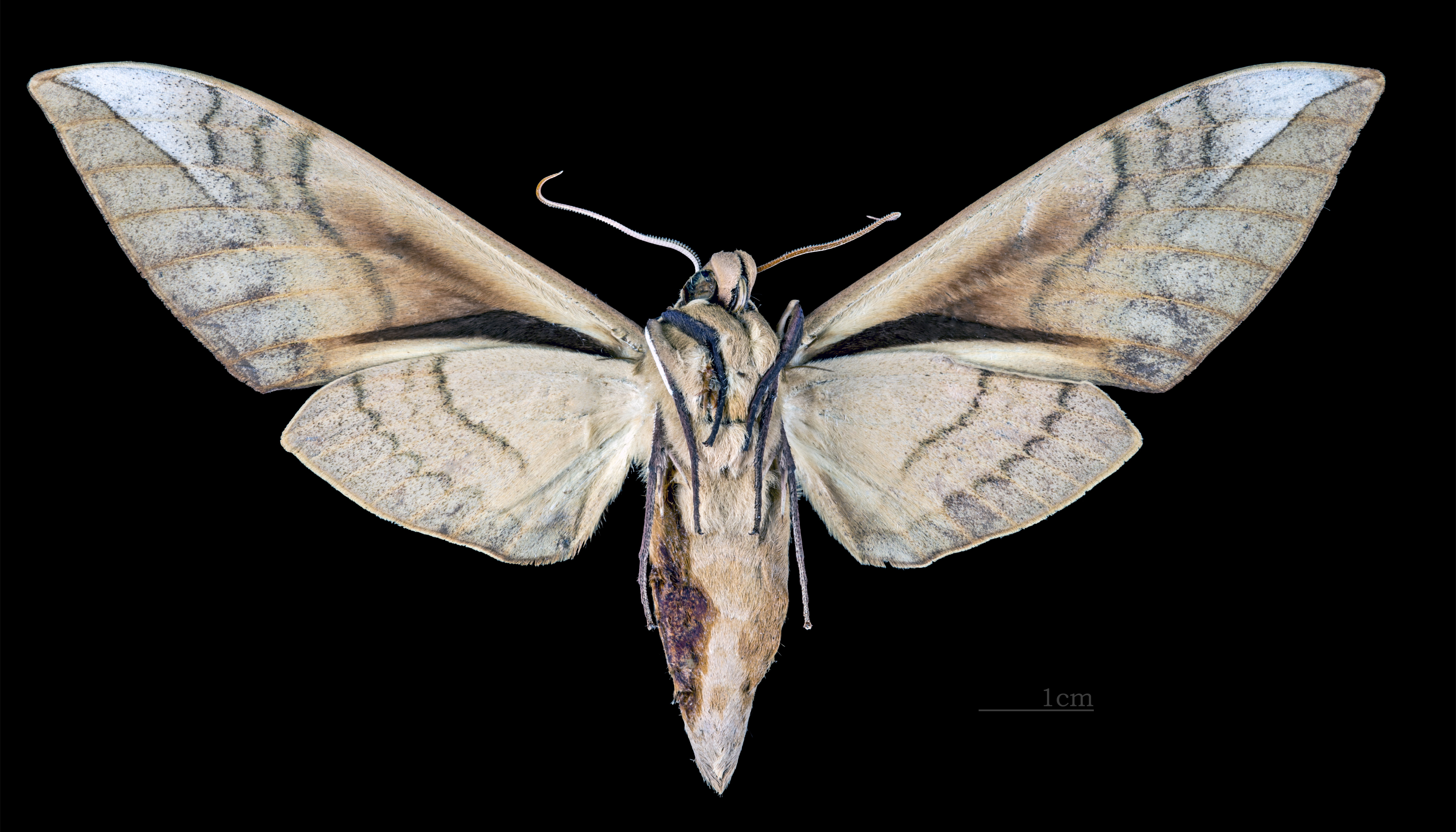
Clanis bilineata bilineata ♂ △
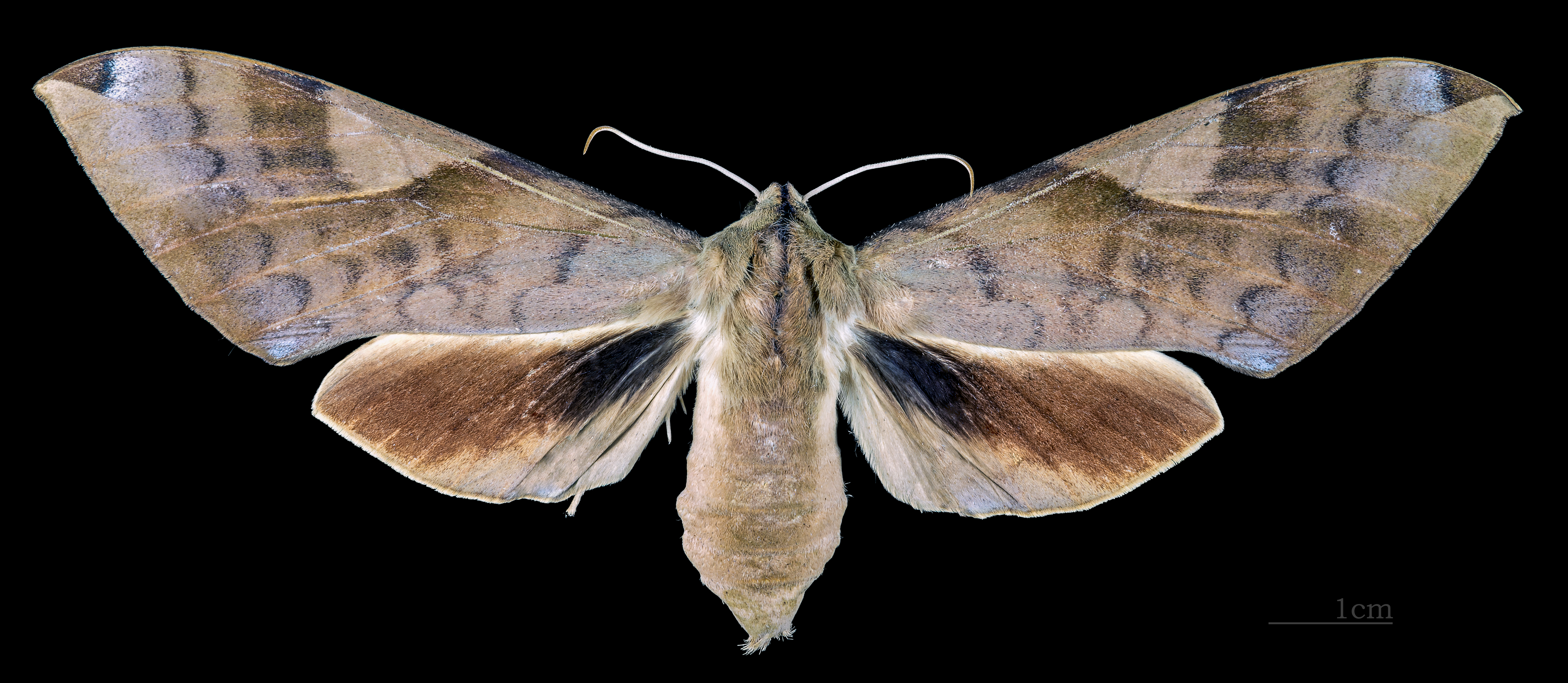
Clanis bilineata bilineata ♀
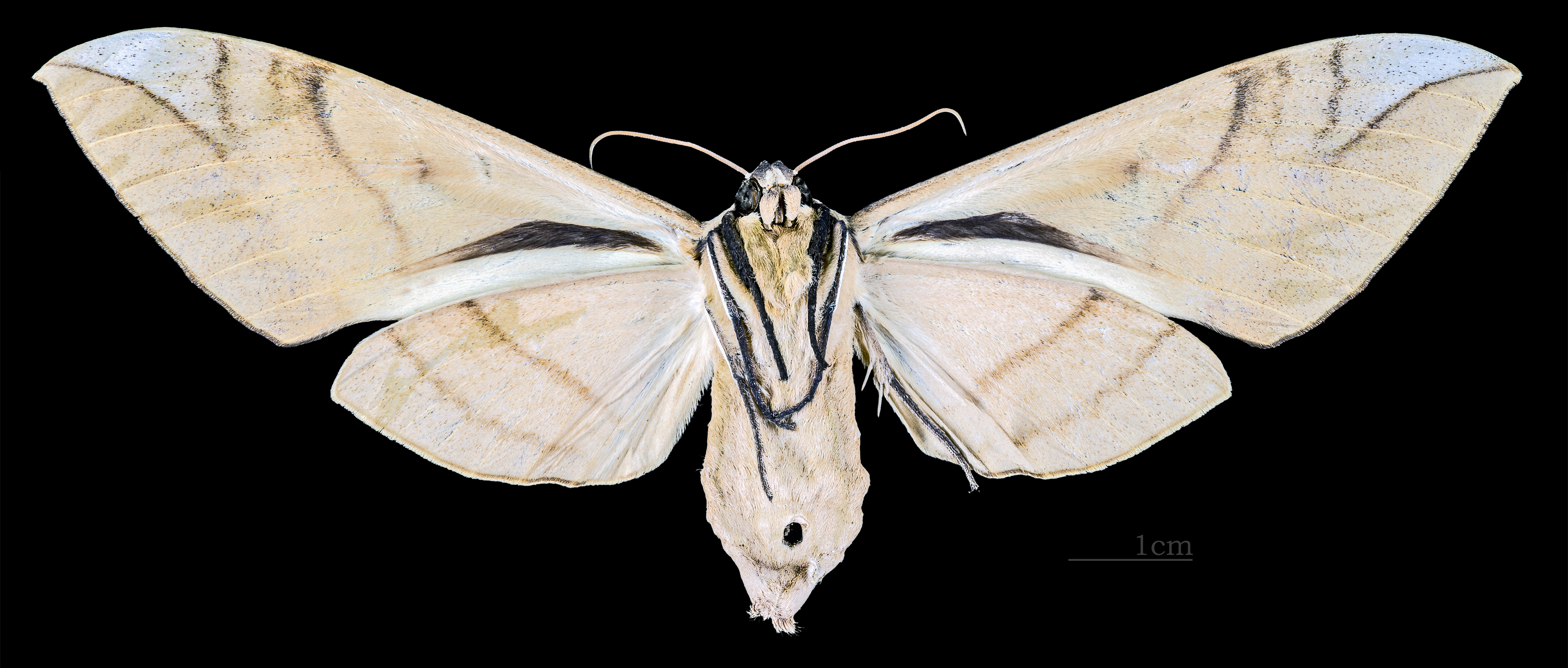
Clanis bilineata bilineata ♀ △

## sinh học
```
Con trưởng thành của phụ loài được chỉ định bay từcuối tháng 2 đến tháng 10, đỉnh điểm vào tháng 4, cuối tháng 7-đầu tháng 8, và giữa tháng 9 ở Hồng Kông. Có nhiều lứa trong năm. Phụ loài 
tsingtauica
 bay từ tháng 5 đến cuối tháng 9 ở Hàn Quốc.
```

Ấu trùng của phụ loài đặc trưng được ghi nhận ăn Pongamia pinnata, Millettia atropurpurea và Pterocarpus marsupium ở Ấn Độ.
Ở miền nam Trung Quốc, nó được ghi nhận là ăn Mucuna và Pueraria. Phụ loài tsingtauica sống trên Fabaceae, bao gồm Acacia, Glycine, Mucuna, Puereria và Robinia. Các loại cây thức ăn được ghi nhận khác bao gồm Olea và Paulownia. Phụ loài tsingtauica là loài gây hại lớn cây đậu nành ở Trung Quốc, thường gây hại cả cánh đồng.

## Phụ loài
Vài tác giả công nhận 3 phụ loài riêng, còn các tác gia khác xem chúng là đồng âm:
- Clanis bilineata bilineata (miền nam India, then from Nepal và miền bắc India (Sikkim) ngang qua miền nam China to Taiwan)
- Clanis bilineata formosana (Taiwan)
- Clanis bilineata tsingtauica (the Russian Far East, Japan, Korea và đông bắc China, as far phía nam as Thiểm Tây và Chiết Giang)

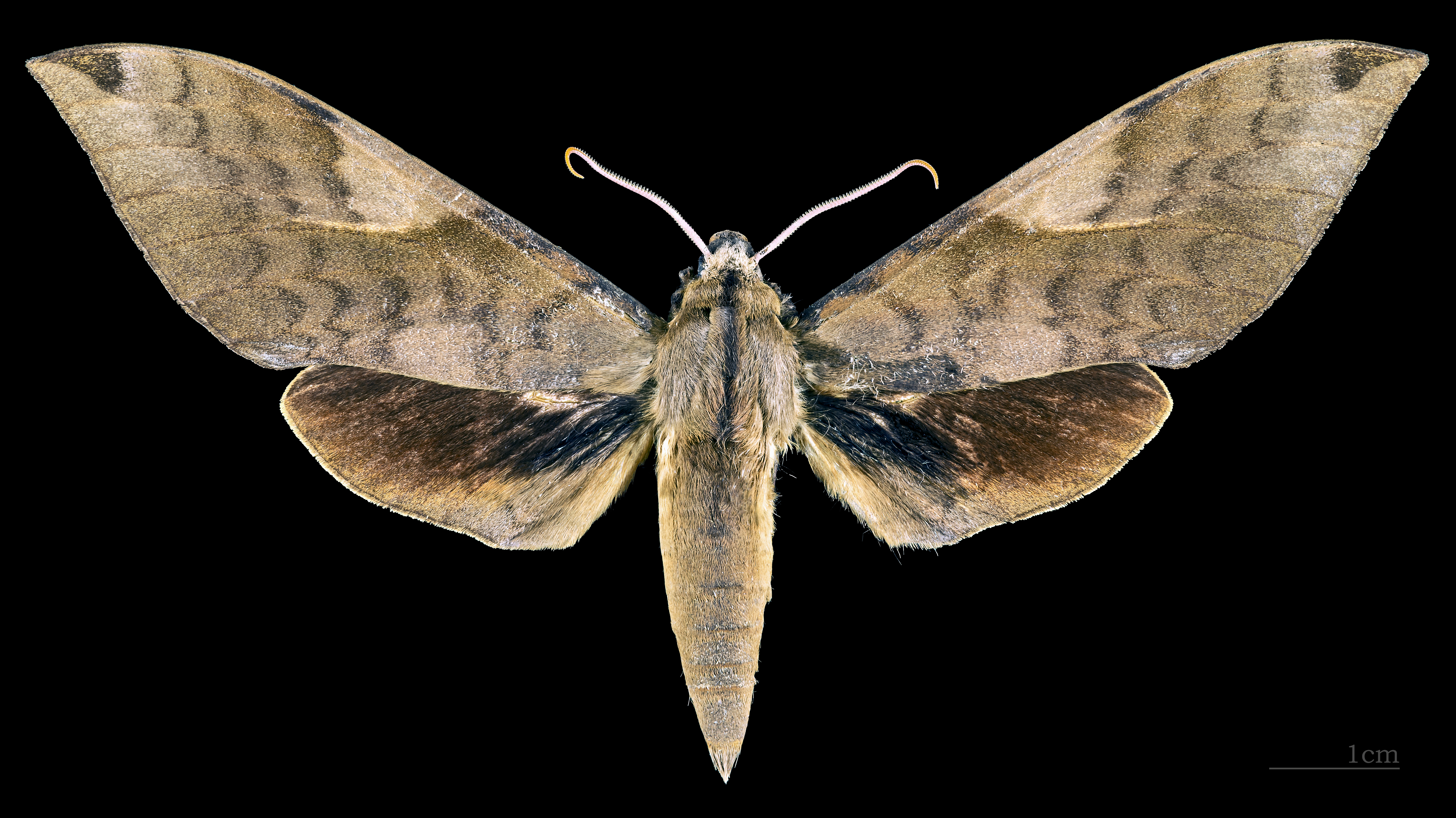
Clanis bilineata formosana ♂
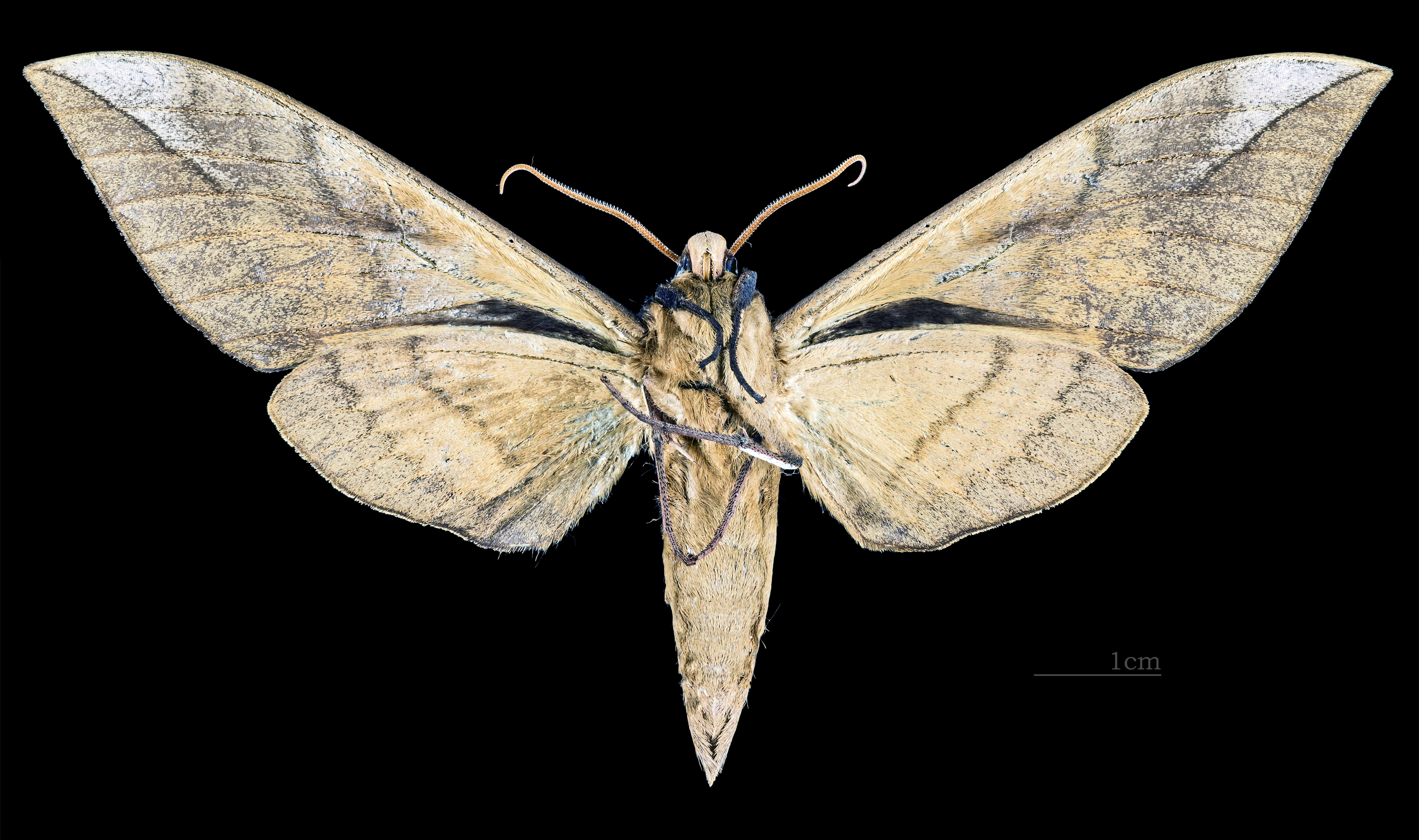
Clanis bilineata formosana ♂△
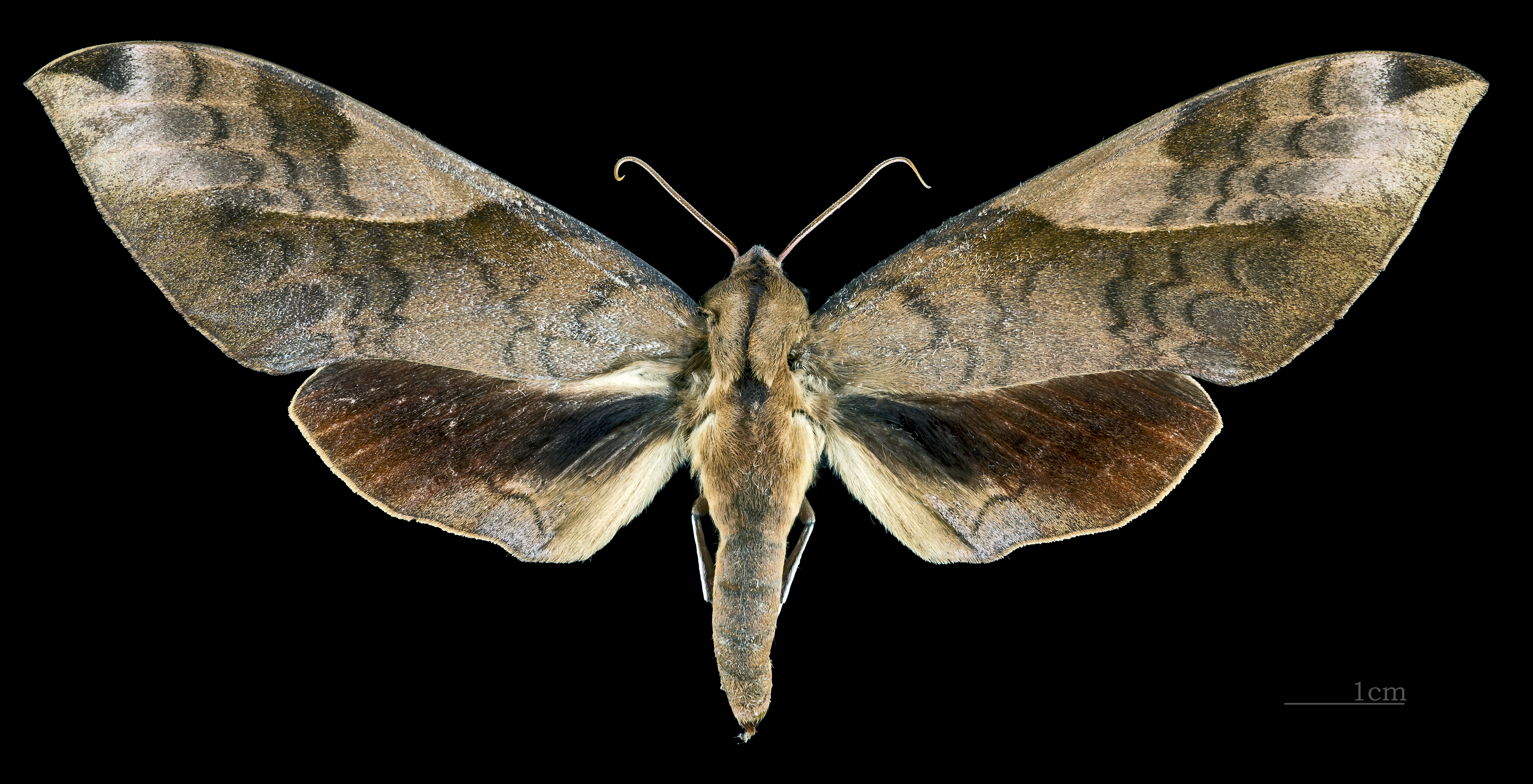
Clanis bilineata formosana ♀
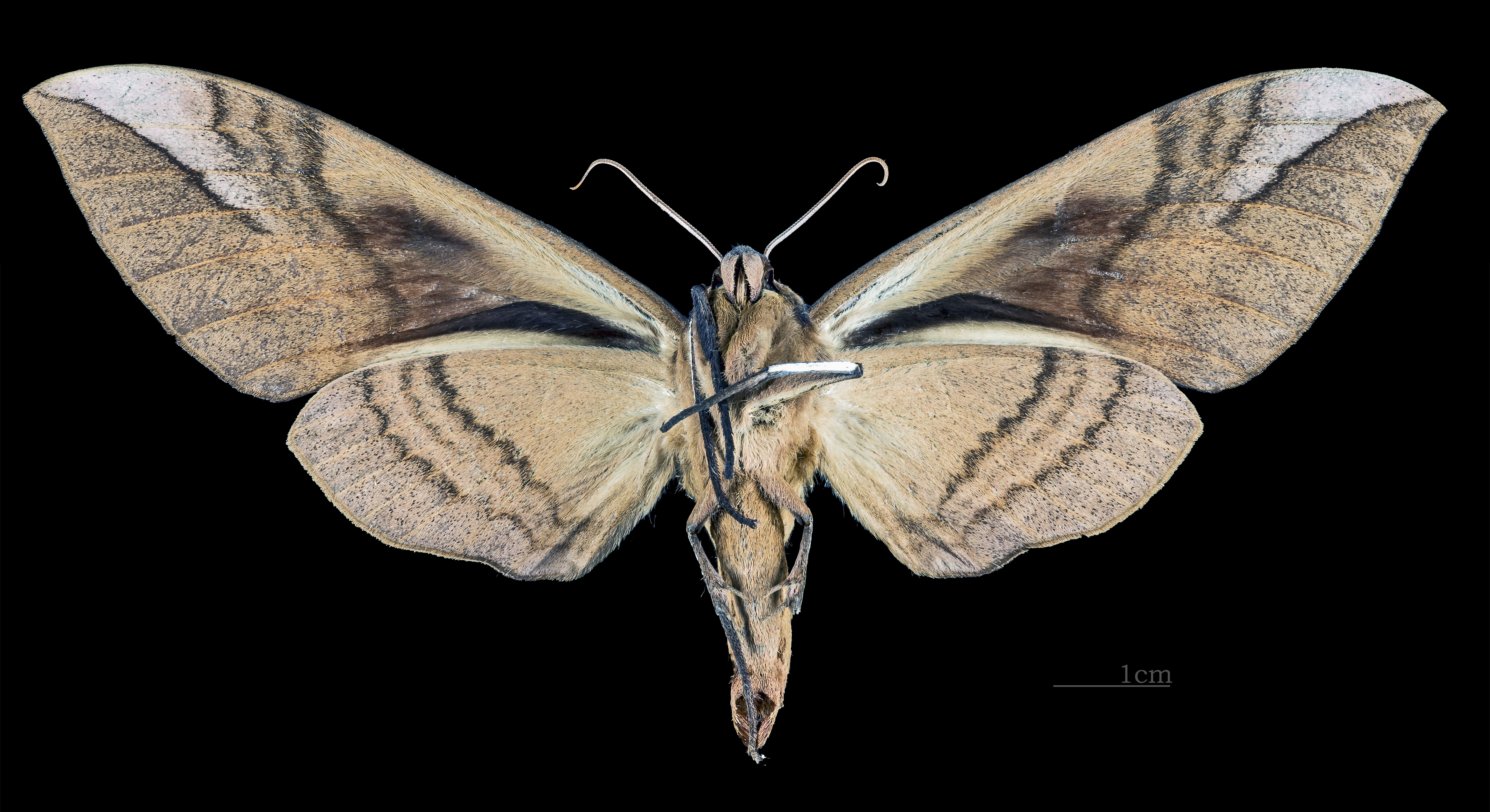
Clanis bilineata formosana ♀ △

## Hình ảnh

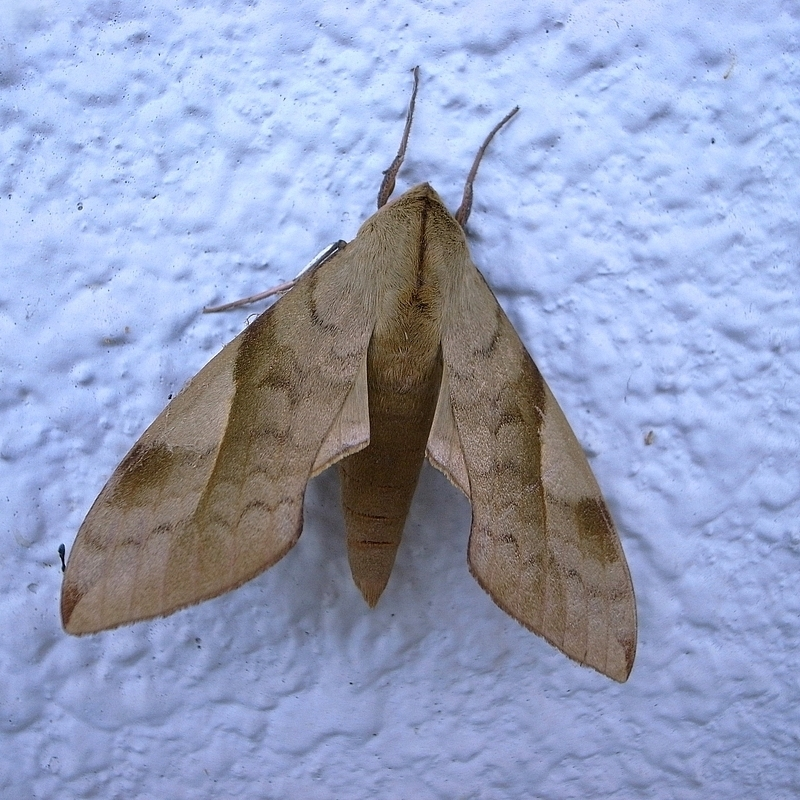